# Catherine Apple
Catherine Siiri Apple (* 13. Februar 1963) ist eine US-amerikanische Filmeditorin von Animationsfilmen.

## Leben
Catherine Apple wurde 1963 als Tochter von Robert Thomas Apple und Mary Jean Apple (gebürtige Truckey) geboren und wuchs in Marquette, Michigan auf. Sie erhielt ihren Bachelor of Fine Arts in Film und Fotografie 1992 am Minneapolis College of Art and Design und ihren Master of Fine Arts in Film am California Institute of the Arts.
Seit 1994 war sie an der Entstehung verschiedener Animationsfilme und Serien als Schnittassistentin und Assistenz-Tongestalterin beteiligt. Sie arbeitete für Animationsstudios wie Hyperion Studio, Warner Bros. Animation, DreamWorks Animation und die Walt Disney Animation Studios. Später wurde Apple Editorin bei Rocket Pictures und Touchstone Pictures, wo sie am Animationsfilm Gnomeo und Julia (2011) arbeitete. Danach wechselte Apple zu Sony Pictures Animation, wo sie unter anderem die Filme Hotel Transsilvanien (2012) und Hotel Transsilvanien 2 (2015) schnitt.
Im September 2015 wechselte Apple zu den Pixar Animation Studios. Dort verantwortete sie unter anderem den Schnitt der Kinofilme Onward: Keine halben Sachen (2020) und Luca (2021).
Ihre Arbeit an Onward und Luca brachte ihr jeweils eine Nominierung für den Eddie Award ein. Apple ist Mitglied der American Cinema Editors.
Apple ist mit Richard Isanove verheiratet und lebt mit ihm und den gemeinsamen Kindern in Fairfax, Kalifornien.

## Filmografie (Auswahl)
- 2005: The Zit (Kurzfilm)
- 2010: Fractured (Kurzfilm)
- 2011: Gnomeo und Julia (Gnomeo and Juliet)
- 2012: Hotel Transsilvanien (Hotel Transylvania)
- 2015: Hotel Transsilvanien 2 (Hotel Transylvania 2)
- 2020: Onward: Keine halben Sachen (Onward)
- 2020: Dories Unterwasserkamera (Dory's Reef Cam, Fernsehfilm)
- 2021: Pixar Popcorn (Fernsehserie, 10 Episoden)
- 2021: Luca
- 2023: Carl’s Date (Kurzfilm)